# 鄂毕斯卡亚—博瓦年科沃铁路

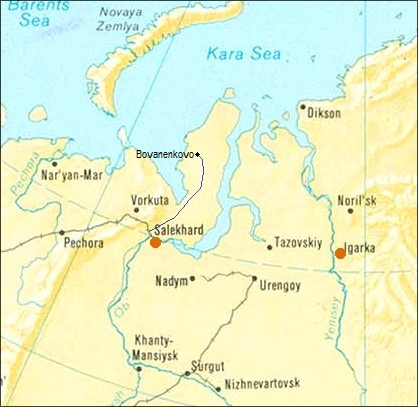
鄂毕斯卡亚－博瓦年科沃铁路用蓝线标示

鄂毕斯卡亚－博瓦年科沃铁路，是俄罗斯亚马尔-涅涅茨自治区纵贯亚马尔半岛的铁路，长572km。 由俄罗斯天然气工业股份公司建造、运营。2010年通车。2011年2月在鄂毕斯卡亚站与俄国铁北方铁路局的北纬铁路接轨。博瓦年科沃至莫斯科的铁路运距2906 km。
为进一步开发亚马尔天然气田，俄罗斯天然气工业股份公司2018年10月29日宣布，将与俄罗斯铁路集团续建铁路至卡尔斯卡亚、哈拉萨韦港以及萨别塔港、诺维港，长度延至678（421英里）。总投资1150亿卢布(约合人民币122.43亿元)。

## 全世界最北方的铁路
此鐵路是全世界位置最北的铁路。博瓦年科沃位于70°22′30″N 68°40′12″E / 70.37500°N 68.67000°E，比挪威的希尔克内斯-比约讷瓦滕铁路更靠北。此前，俄罗斯最靠北的铁路是诺里尔斯克铁路。